# Seven de Sudáfrica 2011
El Seven de Sudáfrica de 2011 fue la decimotercera edición del torneo sudafricano de rugby 7 y el tercer torneo de la temporada 2011-12 de la Serie Mundial Masculina de Rugby 7.
Se disputó en el Nelson Mandela Bay Stadium de Puerto Elizabeth.

## Fase de grupos

### Grupo A
| Equipo         | Encuentros | Encuentros | Encuentros | Encuentros | Tantos  | Tantos    | Tantos     | Puntos |
| Equipo         | jugados    | ganados    | empatados  | perdidos   | a favor | en contra | diferencia | Puntos |
| -------------- | ---------- | ---------- | ---------- | ---------- | ------- | --------- | ---------- | ------ |
| Samoa          | 3          | 3          | 0          | 0          | 55      | 31        | +24        | 9      |
| Inglaterra     | 3          | 2          | 0          | 1          | 59      | 30        | +29        | 7      |
| Estados Unidos | 3          | 1          | 0          | 2          | 40      | 54        | −14        | 5      |
| Argentina      | 3          | 0          | 0          | 3          | 19      | 57        | −38        | 3      |

Nota: Se otorgan 3 puntos al equipo que gane un partido, 2 al que empate y 1 al que pierda

### Grupo B
| Equipo        | Encuentros | Encuentros | Encuentros | Encuentros | Tantos  | Tantos    | Tantos     | Puntos |
| Equipo        | jugados    | ganados    | empatados  | perdidos   | a favor | en contra | diferencia | Puntos |
| ------------- | ---------- | ---------- | ---------- | ---------- | ------- | --------- | ---------- | ------ |
| Nueva Zelanda | 3          | 3          | 0          | 0          | 125     | 7         | +118       | 9      |
| Francia       | 3          | 2          | 0          | 1          | 50      | 55        | −5         | 7      |
| Escocia       | 3          | 1          | 0          | 2          | 57      | 76        | −19        | 5      |
| Marruecos     | 3          | 0          | 0          | 3          | 14      | 108       | −94        | 3      |

### Grupo C
| Equipo    | Encuentros | Encuentros | Encuentros | Encuentros | Tantos  | Tantos    | Tantos     | Puntos |
| Equipo    | jugados    | ganados    | empatados  | perdidos   | a favor | en contra | diferencia | Puntos |
| --------- | ---------- | ---------- | ---------- | ---------- | ------- | --------- | ---------- | ------ |
| Sudáfrica | 3          | 3          | 0          | 0          | 104     | 0         | +104       | 9      |
| Australia | 3          | 2          | 0          | 1          | 64      | 50        | +14        | 7      |
| Canadá    | 3          | 1          | 0          | 2          | 36      | 71        | –35        | 5      |
| Kenia     | 3          | 0          | 0          | 3          | 19      | 102       | –83        | 3      |

### Grupo D
| Equipo   | Encuentros | Encuentros | Encuentros | Encuentros | Tantos  | Tantos    | Tantos     | Puntos |
| Equipo   | jugados    | ganados    | empatados  | perdidos   | a favor | en contra | diferencia | Puntos |
| -------- | ---------- | ---------- | ---------- | ---------- | ------- | --------- | ---------- | ------ |
| Fiyi     | 3          | 3          | 0          | 0          | 102     | 38        | +64        | 9      |
| Gales    | 3          | 2          | 0          | 1          | 90      | 43        | +47        | 7      |
| Portugal | 3          | 1          | 0          | 2          | 38      | 77        | −39        | 5      |
| Zimbabue | 3          | 0          | 0          | 3          | 36      | 108       | −72        | 3      |

## Fase Final

### Cuartos de final
| 10 de diciembre | Samoa | 21 - 12 | Gales |  |  |

| 10 de diciembre | Sudáfrica | 26 - 12 | Francia |  |  |

| 10 de diciembre | Fiyi | 14 - 21 | Inglaterra |  |  |

| 10 de diciembre | Nueva Zelanda | 21 - 5 | Australia |  |  |

### Semifinal
| 10 de diciembre | Samoa | 7 - 12 | Sudáfrica |  |  |

| 10 de diciembre | Inglaterra | 14 - 19 | Nueva Zelanda |  |  |

### Final
| 10 de diciembre | Sudáfrica | 26 - 31 | Nueva Zelanda |  |  |

| Bandera de Nueva Zelanda |
| Campeón Nueva Zelanda    |
| 1º título del circuito   |